# 2012년 고양 원더스 시즌
2012년 고양 원더스 시즌은 고양 원더스가 2011년 창단된 후 KBO 퓨처스리그에 비공식적으로 참가한 첫 시즌이다. 김성근 감독이 팀을 이끌었으며, 팀은 퓨처스리그 팀들과 48경기를 치러서 20승 7무 21패(승률 0.488)를 기록했다. 퓨처스리그 순위에 대입해보면 전체 7위에 해당하는 성적이었다.

## 코치
- 수석코치 : 김광수
- 투수코치 : 박상열
- 타격코치 : 신경식
- 코치 : 고노 다카유키
- 코치 : 곽채진
- 트레이닝코치 : 조청희

## 타이틀
- 일구대상: 허민

## 선수단
- 투수 : 박민주, 왕민수, 임현국, 박용운, 김경열, 김경택, 이호진, 김상웅, 이희성, 이한별, 강민욱, 임태환, 강정민, 홍영찬, 최종협, 김영수, 김동영, 윤성웅, 최용훈, 정영일, 이정호, 김장우, 랜디 키슬러, 샌디 레알, 타일러 럼스덴, 채하림, 박철우, 윤지훈
- 포수 : 이승재, 김종민, 오두철, 서창만, 유세영, 김호연, 최천수, 김민
- 내야수 : 안형권, 정대욱, 홍재용, 이원재, 윤병호, 김진웅, 김정록, 이동호, 김영관, 황필선, 허동민
- 외야수 : 나용훈, 설재훈, 안태영, 최석, 강하승, 조성원, 한희준, 김영원, 조용호, 이승엽, 안신태, 백승권, 김민수, 김응규, 이경태

## 같이 보기
- 2013년 고양 원더스 시즌
- 2014년 고양 원더스 시즌